# Frank bleibt Kapitän
Frank bleibt Kapitän ist ein Jugendroman des Schriftstellers Karl Neumann (1916–1985). Es handelt sich dabei um den dritten und letzten Teil der Frank-Romantrilogie, dem die Romane Frank und Frank und Irene vorausgingen. Er trägt daher den Untertitel Ein Ausklang. Frank bleibt Kapitän erschien erstmals 1982 im Kinderbuchverlag Berlin. Es gab bis 1986 drei Auflagen sowie in einer weiteren Ausgabe zwei Auflagen. Die Illustrationen stammen von Bernhard Nast, die Lektüre ist ab 12 Jahren empfohlen.
Der Roman gliedert sich in 14 benannte Kapitel. Er wird in dritter Person, aus einer auktorialen Erzählerperspektive und mit einem großen Anteil wörtlicher Rede erzählt. Mit 110 Seiten ist er der mit Abstand kürzeste Teil der Frank-Reihe.
Mehr als in den beiden anderen Teilen kann man anhand von Namen wie Eulenberg an der Mulde (Eilenburg), Torgenau an der Elbe (Torgau) und Lesso (Lossa) die beschriebene nordsächsische Landschaft nachvollziehen.

## Inhalt
Die Handlung setzt zum Ende des neunten Schuljahres der Protagonisten, welches zum Abschluss des zweiten Teils begonnen hat, ein. In der Zwischenzeit haben Franks Vater, der Polier Simon Brinkmann und Irenes Mutter, die Konsum-Verkaufsstellenleiterin Luise Sander geheiratet. Nun wohnt Irene mit ihrer Mutter im Haus der Brinkmanns.
Mit Beginn der Ferien entdecken die Freunde um Frank wieder den Bootsbau für sich; sie entschließen sich, ihr Kanu zu einem Segelboot umzubauen. Noch während der Planung dazu erreicht sie die Nachricht, dass ihr Kanu zerstört ist. Es lagerte in einem Verschlag auf der Koppel für die Pferde des Fuhrunternehmens Pohl, welches Pepos Vater gehört, und wurde dort in einer Gewitternacht von den Pferden zertrampelt.
Dennoch wollen sie den Traum von ihrem eigenen Segelboot nicht aufgeben. Sie fahren mit ihren Fahrrädern an einen großen See bei dem Ort Torgenau, wo sich zahlreiche Segelboote befinden. Sie legen sich auf die Lauer und warten die letzten Besucher ab, um im Schutz der Dunkelheit mit einem der Boote ablegen zu können. Sie segeln die ganze Nacht über den See. Als die Morgendämmerung einbricht, wollen sie anlegen, werden dabei jedoch von den Besitzern erwischt. Frank, der als einziger nicht fliehen kann, schildert bei der Polizei den Vorfall. Aus Angst davor, dass die Eltern etwas erfahren könnten, entschließen sich die Freunde, dem Segelklub ihre Arbeit anzubieten. Sie sollen die Dächer der Schuppen auf dem Vereinsgelände teeren, und erledigen diese Arbeit zuverlässig.
Da sie ihre Hoffnung auf ein eigenes Segelboot noch nicht aufgegeben haben, inserieren sie in der örtlichen Zeitung, was zunächst allerdings keinen Erfolg bringt. Nach etlichen Auseinandersetzungen zwischen Frank und Irenes Mutter, seiner nunmehrigen Stiefmutter, entschließt sich Frank, zu Hause auszuziehen. Er begründet es damit, keinen Unfrieden stiften zu wollen, tatsächlich fühlt er sich von Irenes Mutter gegängelt. Er kommt bei Pepo unter, dessen Eltern sich über Frank freuen.
Unterdessen kommt die sechzehnjährige Ria Bobek, eine Schwippcousine von Wanze, über die Ferien aus dem Dorf Gräbnitz nach Eulenberg. Sie gliedert sich schnell in die Gemeinschaft der Freunde ein; nur mit Irene kommt es anfangs zu Unstimmigkeiten, da diese, wie sich herausstellt unbegründet, eifersüchtig auf Ria ist. Ria lädt ihre neuen Freunde nach Gräbnitz zum dortigen 500-jährigen Dorfjubiläum ein. Pepo fährt die Freunde mit dem Kremser des Vaters nach Gräbnitz, wo sie vom Bürgermeister, Rias Vater, begrüßt werden und Freischeine für die dortigen Attraktionen erhalten. Irene siegt beim Wettkegeln und gewinnt ein junges Schwein. Die Freunde stimmen überein, es ihrer Lehrerin Karin Trapp zu ihrer Hochzeit mit Erwin Vogler, den sie in Rostock kennenlernte, als sie Franks Vater besuchte, zu schenken.
Nachdem die Freunde ihre Hoffnung schon beinahe aufgegeben haben, kommt eine Reaktion auf ihr Inserat in der Lokalzeitung. Ein alter Mann aus der Nähe von Torgenau besitzt einen Kutter, den er den Jugendlichen überlassen möchte, er verlangt jedoch 200 Mark Lagergebühren. Als Frank bei der Gesellschaft für Sport und Technik vorstellig wird, um finanzielle Unterstützung zu erhalten, stellt sich heraus, dass es sich bei dem Kutter um einen vormals der GST gehörigen handelt. Sie werden mit dem alten Mann einig. In der Folge üben sie das Segeln auf dem See. Ihr erster großer Ausflug ist eine zweitägige Segeltour auf der Elbe. Da sie sich der innerdeutschen Grenze nähern, werden sie von Volkspolizisten zum Umkehren aufgefordert. Sie verbringen die Nacht letztlich am See in Torgenau.
Die Feier von Irenes Geburtstag bildet den Abschluss der Romanreihe. Alle Freunde folgen der Einladung. Frank und sein Vater schenken Irene eine Gitarre; im Hinblick auf Irenes Wunsch, Lehrerin zu werden, stellt sich das als das beste Geschenk überhaupt heraus. Frank verspricht Irene, zu ihr und dem Rest der Familie zurück in das Haus der Brinkmanns zu ziehen. Noch am selben Tag holt Frank seine wenigen Sachen bei Pohls und geht Hand in Hand mit Irene nach Hause. Kurz bevor sie ankommen halten sie inne; sie wünschen sich beide, ein Leben lang zusammenzubleiben.